# Saison 2016-2017 de l'AS Saint-Étienne
Maillots
Chronologie
Saison précédente Saison suivante
Lors de la saison 2016-2017, l'AS Saint-Étienne participe à la Ligue 1 pour la 64e fois, à la Coupe de France pour la 83e fois, à la Coupe de la Ligue pour la 23e et pour la 4e fois consécutive à la nouvelle mouture de la Ligue Europa après 6 participations en Coupe UEFA.
Le club fête également ses 83 années d'existence.

## Avant-saison

### Tableau des transferts
| Nom                      | Nationalité   | Poste     | Transfert           | Fin du contrat | Provenance/Destination | Division               |
| ------------------------ | ------------- | --------- | ------------------- | -------------- | ---------------------- | ---------------------- |
| Arrivées                 |               |           |                     |                |                        |                        |
| Bryan Dabo               | France        | Milieu    | Transfert           | 2020           | Montpellier HSC        | Ligue 1                |
| Léo Lacroix              | Suisse        | Défenseur | Transfert           | 2020           | FC Sion                | Super League           |
| Jordan Veretout          | France        | Milieu    | Prêt + Transfert    | 2021           | Aston Villa            | Championship           |
| Henri Saivet             | Sénégal       | Milieu    | Prêt sans OA        | 2017           | Newcastle United       | Championship           |
| Cheikh M'Bengue          | Sénégal       | Défenseur | Libre               | 2019           | Stade Rennais          | Ligue 1                |
| Jonathan Bamba           | France        | Attaquant | Retour de prêt      | 2018           | Paris FC               | National               |
| Dylan Saint-Louis        | France        | Attaquant | Retour de prêt      | 2018           | Evian TG               | National               |
| Ronaël Pierre-Gabriel    | France        | Défenseur | Premier contrat pro | 2021           | AS Saint-Étienne B     | CFA 2                  |
| Clément Cabaton          | France        | Défenseur | Premier contrat pro | 2019           | AS Saint-Étienne B     | CFA 2                  |
| Arnaud Nordin            | France        | Milieu    | Premier contrat pro | 2019           | AS Saint-Étienne B     | CFA 2                  |
| Habib Maïga              | Côte d'Ivoire | Milieu    | Premier contrat pro | 2019           | AS Saint-Étienne B     | CFA 2                  |
| Alexis Guendouz          | France        | Gardien   | Premier contrat pro | 2017           | AS Saint-Étienne B     | CFA 2                  |
| Kenny Rocha Santos       | Cap-Vert      | Attaquant | Premier contrat pro | 2019           | AS Saint-Étienne B     | CFA 2                  |
| Rayan Souci              | France        | Défenseur | Contrat Elite       | 2021           | AS Saint-Étienne B     | CFA 2                  |
| Départs                  |               |           |                     |                |                        |                        |
| Moustapha Bayal Sall     | Sénégal       | Défenseur | Transfert           | ?              | Al-Arabi SC            | Qatar Stars League     |
| Neal Maupay              | France        | Attaquant | Prêt sans OA        | 2017           | Stade Brestois         | Ligue 2                |
| Dylan Saint-Louis        | France        | Attaquant | Prêt sans OA        | 2017           | Stade Lavallois        | Ligue 2                |
| Jonathan Bamba           | France        | Attaquant | Prêt sans OA        | 2017           | K Saint-Trond VV       | Pro League             |
| Benjamin Karamoko        | Côte d'Ivoire | Défenseur | Prêt sans OA        | 2017           | US Créteil-Lusitanos   | National               |
| Franck Tabanou           | France        | Défenseur | Retour de prêt      | 2018           | Swansea City           | Premier League         |
| Valentin Eysseric        | France        | Attaquant | Retour de prêt      | 2017           | OGC Nice               | Ligue 1                |
| Jean-Christophe Bahebeck | France        | Attaquant | Retour de prêt      | 2019           | Paris SG               | Ligue 1                |
| Benoît Assou-Ekotto      | Cameroun      | Défenseur | Libre               | 2017           | FC Metz                | Ligue 1                |
| François Clerc           | France        | Défenseur | Libre               | 2018           | Gazélec Ajaccio        | Ligue 2                |
| Jonathan Brison          | France        | Défenseur | Libre               | 2019           | Chamois Niortais       | Ligue 2                |
| Nathan Dekoke            | France        | Défenseur | Libre               | 2019           | Amiens SC              | Ligue 2                |
| Driss Zidane             | France        | Milieu    | Libre               | ?              | Marseille Consolat     | National               |
| Jérémy Mellot            | France        | Milieu    | Libre               | ?              | Rodez Aveyron Football | CFA                    |
| Karl Madianga            | France        | Milieu    | Libre               | ?              | Lokomotiv Gorna        | Première Ligue Bulgare |

| Nom            | Nationalité | Poste     | Transfert       | Fin du contrat | Provenance/Destination | Division   |
| -------------- | ----------- | --------- | --------------- | -------------- | ---------------------- | ---------- |
| Arrivées       |             |           |                 |                |                        |            |
| Jonathan Bamba | France      | Attaquant | Retour de prêt  | 2017           | K Saint-Trond VV       | Pro League |
| Jorginho       | Portugal    | Attaquant | Prêt (OA levée) | 2017           | FC Arouca              | Liga NOS   |
| Départs        |             |           |                 |                |                        |            |
| Jonathan Bamba | France      | Attaquant | Prêt sans OA    | 2017           | SCO Angers             | Ligue 1    |

### Préparation d'avant-saison
- Samedi 2 juillet à Andrezieux contre le Clermont Foot à 19h30
- Samedi 9 juillet à Vichy contre le Tours Football Club à 18h00
- Mercredi 13 juillet à Thonon-les-Bains contre le PSV Eindhoven à 19h00
- Samedi 16 juillet à Lausanne contre le Football Club Lausanne-Sport à 19h00
- Mardi 9 août à Hartberg contre le VFL Wolfsburg à 18h30

| Date       | N o | Adversaire                   | Lieu                | Résultat | Buteurs pour Saint-Étienne                                      | Buteurs adverses                                                               |
| ---------- | --- | ---------------------------- | ------------------- | -------- | --------------------------------------------------------------- | ------------------------------------------------------------------------------ |
| 02/07/2016 | A1  | Clermont Foot                | Andrézieux-Bouthéon | 3 - 1    | Nolan Roux 24e · Kévin Monnet-Paquet 28e · Benjamin Corgnet 85e | Rémy Dugimont 37e                                                              |
| 09/07/2016 | A2  | Tours Football Club          | Vichy               | 0 - 1    |                                                                 | Geoffrey Malfleury 38e                                                         |
| 13/07/2016 | A3  | PSV Eindhoven                | Thonon-les-Bains    | 1 - 2    | Bryan Dabo 32e                                                  | Luciano Narsingh 22e · Luuk de Jong 61e                                        |
| 16/07/2016 | A4  | Football Club Lausanne-Sport | Lausanne            | 1 - 4    | Romain Hamouma 75e                                              | Gabriel Torres 8e · Francisco Margiotta 29e · Kevin Méndez 76e · Musa Araz 81e |
| 09/08/2016 | A5  | VFL Wolfsburg                | Hartberg            | 1 - 0    |                                                                 | Jakub Błaszczykowski 25e                                                       |

## Compétitions

### Championnat
La Ligue 1 2016-2017 est la soixante-dix-neuvième édition du championnat de France de football et la quinzième sous l'appellation « Ligue 1 ». La division oppose vingt clubs en une série de trente-huit rencontres. Les meilleurs de ce championnat se qualifient pour les coupes d'Europe que sont la Ligue des champions (le podium) et la Ligue Europa (le quatrième et les vainqueurs des coupes nationales). L'ASSE participe à cette compétition pour la soixante-troisième fois de son histoire.
Les relégués de la saison précédente, le Stade de Reims, le GFC Ajaccio et Troyes, sont remplacés par AS Nancy-Lorraine, champion de Ligue 2 en 2015-2016, le Dijon FCO et Metz.

#### Classement et statistiques

##### Matchs aller
| Date       | N o | Adversaire             | Lieu | Résultat | Buteurs pour Saint-Étienne                    | Points | Place |
| ---------- | --- | ---------------------- | ---- | -------- | --------------------------------------------- | ------ | ----- |
| 14/08/2016 | J01 | Girondins de Bordeaux  | Ext. | 3 – 2    | Hamouma 81e, Søderlund 89e                    | 0      | 13e   |
| 21/08/2016 | J02 | Montpellier            | Dom. | 3 – 1    | Monnet-Paquet 47e, Saint-Louis 50e, Berić 85e | 3      | 8e    |
| 28/08/2016 | J03 | Toulouse               | Dom. | 0 – 0    |                                               | 4      | 10e   |
| 09/09/2016 | J04 | PSG                    | Ext. | 1 – 1    | Berić 92e                                     | 5      | 12e   |
| 18/09/2016 | J05 | SC Bastia              | Dom. | 1 - 0    | Hamouma 90+3e (pen.)                          | 8      | 8e    |
| 21/09/2016 | J06 | FC Nantes              | Ext. | 0 – 0    |                                               | 9      | 9e    |
| 25/09/2016 | J07 | LOSC Lille             | Dom. | 3 - 1    | Berić 63e, Nordin 72e, Roux 90+3e             | 12     | 7e    |
| 2/10/2016  | J08 | Olympique Lyonnais     | Ext. | 2 - 0    |                                               | 12     | 9e    |
| 16/10/2016 | J09 | Dijon FCO              | Dom. | 1 – 1    | Roux 90+4e                                    | 13     | 9e    |
| 23/10/2016 | J10 | SM Caen                | Ext. | 0 - 2    | Saivet 49e, Veretout 58e                      | 16     | 7e    |
| 29/10/2016 | J11 | AS Monaco              | Dom. | 1 - 1    | Perrin 18e                                    | 17     | 7e    |
| 06/11/2016 | J12 | FC Metz                | Ext. | 0 – 0    |                                               | 18     | 9e    |
| 20/11/2016 | J13 | OGC Nice               | Dom. | 0 – 1    |                                               | 18     | 9e    |
| 27/11/2016 | J14 | Angers SCO             | Ext. | 1 - 2    | Pogba 59e, Tannane 78e                        | 21     | 8e    |
| 30/11/2016 | J15 | Olympique de Marseille | Dom. | 0 – 0    |                                               | 22     | 9e    |
| 04/12/2016 | J16 | Stade rennais FC       | Ext. | 2 - 0    |                                               | 22     | 9e    |
| 11/12/2016 | J17 | EA Guingamp            | Dom. | 1 - 0    | Hamouma 25e                                   | 25     | 8e    |
| 17/12/2016 | J18 | FC Lorient             | Ext. | 2 - 1    | Pajot 90+1e                                   | 25     | 9e    |
| 21/12/2016 | J19 | AS Nancy-Lorraine      | Dom. | 0 – 0    |                                               | 26     | 8e    |

##### Matchs retour
| Date       | N o | Adversaire               | Lieu | Résultat | Buteurs pour Saint-Étienne                       | Points | Place |
| ---------- | --- | ------------------------ | ---- | -------- | ------------------------------------------------ | ------ | ----- |
| 14/01/2017 | J20 | LOSC Lille               | Ext. | 1 - 1    | Hamouma 17e                                      | 27     | 8e    |
| 22/01/2017 | J21 | Angers SCO               | Dom. | 2 - 1    | Bamba 51e (csc) Perrin 74e                       | 30     | 6e    |
| 29/01/2017 | J22 | Toulouse FC              | Ext. | 0 - 3    | Roux 9e (pen.) 67e (pen.) Monnet-Paquet 55e      | 33     | 5e    |
| 05/02/2017 | J23 | Olympique lyonnais       | Dom. | 2 - 0    | Monnet-Paquet 9e Hamouma 23e                     | 36     | 5e    |
| 08/02/2017 | J24 | OGC Nice                 | Ext. | 1 - 0    | -                                                | 36     | 5e    |
| 12/02/2017 | J25 | FC Lorient               | Dom. | 4 - 0    | Perrin 17e Veretout 20e Hamouma 58e Jorginho 92e | 39     | 5e    |
| 19/02/2017 | J26 | Montpellier HSC          | Ext. | 2 - 1    | Monnet-Paquet 12e                                | 39     | 5e    |
| 26/02/2017 | J27 | SM Caen                  | Dom. | 0 - 1    | -                                                | 39     | 6e    |
| 04/03/2017 | J28 | SC Bastia                | Ext. | 0 - 0    | -                                                | 40     | 7e    |
| 12/03/2017 | J29 | FC Metz                  | Dom. | 2 - 2    | Berić 53e Perrin 90+3e                           | 41     | 7e    |
| 19/03/2017 | J30 | Dijon FCO                | Ext. | 0 - 1    | Veretout 77e                                     | 44     | 7e    |
| 09/04/2017 | J32 | FC Nantes                | Dom. | 1 - 1    | Corgnet 70e                                      | 45     | 7e    |
| 16/04/2017 | J33 | Olympique de Marseille   | Ext. | 4 - 0    | -                                                | 45     | 7e    |
| 23/04/2017 | J34 | Stade rennais            | Dom. | 1 - 1    | Berić 39e                                        | 46     | 7e    |
| 28/04/2017 | J35 | EA Guingamp              | Ext. | 0 - 2    | Pajot 61e Hamouma 86e (pen.)                     | 49     | 7e    |
| 05/05/2017 | J36 | FC Girondins de Bordeaux | Dom. | 2 - 2    | Berić 45e Pajot 65e                              | 50     | 7e    |
| 14/05/2017 | J37 | Paris Saint-Germain FC   | Dom. | 0 - 5    | -                                                | 50     | 8e    |
| 17/05/2017 | J31 | AS Monaco                | Ext. | 2 - 0    | -                                                | 50     | 8e    |
| 20/05/2017 | J38 | AS Nancy-Lorraine        | Ext. | 3 - 1    | Nordin 74e                                       | 50     | 8e    |

#### Classement
| Rang | Équipe                | Pts | J  | G  | N  | P  | Bp | Bc | Diff | Qualification ou relégation                                              |
| ---- | --------------------- | --- | -- | -- | -- | -- | -- | -- | ---- | ------------------------------------------------------------------------ |
| 6    | Girondins de Bordeaux | 59  | 38 | 15 | 14 | 9  | 53 | 43 | +10  | Qualification pour le troisième tour de qualification de la Ligue Europa |
| 7    | FC Nantes             | 51  | 38 | 14 | 9  | 15 | 40 | 54 | −14  |                                                                          |
| 8    | AS Saint-Étienne      | 50  | 38 | 12 | 14 | 12 | 41 | 42 | −1   |                                                                          |
| 9    | Stade rennais FC      | 50  | 38 | 12 | 14 | 12 | 36 | 42 | −6   |                                                                          |
| 10   | EA Guingamp           | 50  | 38 | 14 | 8  | 16 | 46 | 53 | −7   |                                                                          |

### Coupe de France
La coupe de France 2016-2017 est la 100ème édition de la coupe de France, une compétition à élimination directe mettant aux prises tous les clubs de football amateurs et professionnels à travers la France métropolitaine et les DOM-TOM. Elle est organisée par la FFF et ses ligues régionales.
| Date             | N o            | Adversaire | Lieu | Résultat | Buteurs pour Saint-Étienne                            | Suite |
| ---------------- | -------------- | ---------- | ---- | -------- | ----------------------------------------------------- | ----- |
| 8 janvier 2017   | 1/32 de finale | IC Croix   | Ext. | 1 - 4    | Hamouma 24e, Veretout 55e, Søderlund 78e, Keyta 90+3e |       |
| 1er février 2017 | 1/16 de finale | AJ Auxerre | Ext. | 3 - 0    |                                                       |       |

### Coupe de la Ligue
La Coupe de la Ligue 2016-2017 est la 23e édition de la Coupe de la Ligue, compétition à élimination directe organisée par la Ligue de football professionnel (LFP) depuis 1994, qui rassemble uniquement les clubs professionnels de Ligue 1, Ligue 2 et les clubs pros de National. Depuis 2009, la LFP a instauré un nouveau format de coupe plus avantageux pour les équipes qualifiées pour une coupe d'Europe.
| Date       | N o           | Adversaire        | Lieu | Résultat | Buteurs pour Saint-Étienne | Suite |
| ---------- | ------------- | ----------------- | ---- | -------- | -------------------------- | ----- |
| 14/12/2016 | 1/8 de finale | AS Nancy-Lorraine | Dom. | 0 - 1    | -                          |       |

### Ligue Europa
La Ligue Europa 2016-2017 est la quarante-sixième édition de la Ligue Europa. Elle est divisée en deux phases, une phase de groupes, qui consiste en douze mini-championnats de quatre équipes par groupe, les deux premiers poursuivant la compétition. Puis une phase finale, décomposée en seizièmes de finale, huitièmes de finale, quarts de finale, demi-finales et une finale qui se joue sur terrain neutre. 
En cas d'égalité, lors de la phase finale, la règle des buts marqués à l'extérieur s'applique puis le match retour est augmenté d'une prolongation et d'une séance de tirs au but s'il le faut. Les équipes sont qualifiées en fonction de leurs bons résultats en championnat lors de la saison précédente.
Les Verts entrent fin juillet lors du 3e tour préliminaire. Il leur faudra passer ce tour, ainsi que le tour de barrages, pour pouvoir entrer en phase de poules.

#### 3e Tour Préliminaire de la Ligue Europa
| Date       | N o  | Adversaire  | Lieu          | Résultat | Buteurs pour Saint-Étienne |
| ---------- | ---- | ----------- | ------------- | -------- | -------------------------- |
| 28/07/2016 | 3e T | AEK Athènes | Saint-Étienne | 0 - 0    | -                          |
| 04/08/2016 | 3e T | AEK Athènes | Athènes       | 0 - 1    | Berić 23e                  |

#### Barrages de la Ligue Europa
| Date       | N o      | Adversaire       | Lieu          | Résultat | Buteurs pour Saint-Étienne |
| ---------- | -------- | ---------------- | ------------- | -------- | -------------------------- |
| 17/08/2016 | Barrages | Beitar Jérusalem | Jérusalem     | 1 - 2    | Lemoine 15e, Pogba 30e     |
| 25/08/2016 | Barrages | Beitar Jérusalem | Saint-Étienne | 0 - 0    | -                          |

La double confrontation contre Jérusalem commence pour Saint Etienne par une victoire à l'extérieur 2 buts à 1. Le match retour sera marqué par l'expulsion du gardien Stéphane Ruffier, à la suite d'une mauvaise réaction consécutive à un choc avec un joueur du Beitar Jérusalem.
Malgré l'infériorité numérique des stéphanois, aucun but ne sera marqué, ce qui permet à l'ASSE de valider son ticket pour les phases de poules.

#### Phase de groupe
| Rang | Équipe           | Pts | J | G | N | P | Bp | Bc | Diff |  | Résultats (▼ dom., ► ext.) |     |     |     |     |
| ---- | ---------------- | --- | - | - | - | - | -- | -- | ---- |  | -------------------------- | --- | --- | --- | --- |
| 1    | AS Saint-Étienne | 12  | 6 | 3 | 3 | 0 | 8  | 5  | +3   |  | AS Saint-Étienne           |     | 1-1 | 0-0 | 1-0 |
| 2    | RSC Anderlecht   | 11  | 6 | 3 | 2 | 1 | 16 | 8  | +8   |  | RSC Anderlecht             | 2-3 |     | 6-1 | 3-1 |
| 3    | Mayence 05       | 9   | 6 | 2 | 3 | 1 | 8  | 10 | -2   |  | Mayence 05                 | 1-1 | 1-1 |     | 2-0 |
| 4    | FK Qabala        | 0   | 6 | 0 | 0 | 6 | 5  | 14 | -9   |  | FK Qabala                  | 1-2 | 1-3 | 2-3 |     |

Le tirage au sort a placé les verts dans le groupe C, dans lequel ils rencontreront RSC Anderlecht, Mayence 05 et FK Qabala.
| Date       | N o | Adversaire     | Lieu      | Résultat | Buteurs pour Saint-Étienne           | Points |
| ---------- | --- | -------------- | --------- | -------- | ------------------------------------ | ------ |
| 15/09/2016 | M1  | Mayence 05     | Extérieur | 1 - 1    | Berić 88e                            | 1      |
| 29/09/2016 | M2  | RSC Anderlecht | Domicile  | 1 - 1    | Roux 90+3e                           | 2      |
| 20/10/2016 | M3  | FK Qabala      | Domicile  | 1 - 0    | Ricardinho 70e (csc)                 | 5      |
| 3/11/2016  | M4  | FK Qabala      | Extérieur | 1 - 2    | Tannane 45+1e, Berić 53e             | 8      |
| 24/11/2016 | M5  | Mayence 05     | Domicile  | 0 - 0    | -                                    | 9      |
| 8/12/2016  | M6  | RSC Anderlecht | Extérieur | 2 - 3    | Søderlund 62e 67e, Monnet-Paquet 74e | 12     |

#### Phase finale
| Date       | N o           | Adversaire        | Lieu          | Résultat | Buteurs pour Saint-Étienne |
| ---------- | ------------- | ----------------- | ------------- | -------- | -------------------------- |
| 16/02/2017 | 16e de finale | Manchester United | Manchester    | 3 - 0    | -                          |
| 22/02/2017 | 16e de finale | Manchester United | Saint-Étienne | 0 - 1    | -                          |

## Statistiques

### Statistiques collectives
| Compétition       | Débute au tour       | Termine        | Matches joués | Gagnés | Nuls | Perdus | Buts pour | Buts contre | Différence |
| ----------------- | -------------------- | -------------- | ------------- | ------ | ---- | ------ | --------- | ----------- | ---------- |
| Ligue 1           | -                    | -              | 30            | 11     | 11   | 8      | 23        | +11         |            |
| Coupe de France   | 1/32 de finale       | 1/16 de finale | 2             | 1      | 0    | 1      | 4         | 4           | 0          |
| Coupe de la Ligue | 1/8 de finale        | 1/8 de finale  | 1             | 0      | 0    | 1      | 0         | 1           | -1         |
| Ligue Europa      | 3e tour préliminaire | 1/16 de finale | 12            | 5      | 5    | 2      | 11        | 10          | +1         |
| Total             | -                    | -              | 45            | 17     | 16   | 12     | 49        | 38          | +11        |

#### Coefficient UEFA
Ce classement sera mis à jour chaque début de mois.
Coefficient UEFA de l'AS Saint Étienne :
| -     | juillet | août   | sept.  | oct. | nov. | déc. | janv.  | févr. | mars | avr. | mai | juin |
| coef. | 26.049  | 24.249 | 24.566 | -    | -    | -    | 35.099 | -     | -    | -    | -   | -    |
| place | 81e     | 71e    | 73e    | -    | -    | -    | 56e    | -     | -    | -    | -   | -    |

Date de mise à jour : le -.

### Statistiques individuelles
Mis à jour le 20 juillet 2017
| no | Nat. | Nom                 | Championnat | Championnat | Championnat | Championnat | Championnat  | Coupe de France | Coupe de France | Coupe de France | Coupe de France | Coupe de France | Coupe de la Ligue | Coupe de la Ligue | Coupe de la Ligue | Coupe de la Ligue | Coupe de la Ligue | Ligue Europa | Ligue Europa | Ligue Europa | Ligue Europa | Ligue Europa | Total | Total | Total | Total  | Total        |
| no | Nat. | Nom                 | MJ          | B           | Pd          | Averti      | Carton rouge | MJ              | B               | Pd              | Averti          | Carton rouge    | MJ                | B                 | Pd                | Averti            | Carton rouge      | MJ           | B            | Pd           | Averti       | Carton rouge | MJ    | B     | Pd    | Averti | Carton rouge |
| -- | ---- | ------------------- | ----------- | ----------- | ----------- | ----------- | ------------ | --------------- | --------------- | --------------- | --------------- | --------------- | ----------------- | ----------------- | ----------------- | ----------------- | ----------------- | ------------ | ------------ | ------------ | ------------ | ------------ | ----- | ----- | ----- | ------ | ------------ |
| 1  |      | Maisonnial          | 2           | 0           | 0           | 0           | 0            | 1               | 0               | 0               | 0               | 0               | 0                 | 0                 | 0                 | 0                 | 0                 | 0            | 0            | 0            | 0            | 0            | 3     | 0     | 0     | 0      | 0            |
| 2  |      | Théophile-Catherine | 31          | 0           | 3           | 3           | 0            | 1               | 0               | 0               | 0               | 0               | 0                 | 0                 | 0                 | 0                 | 0                 | 10           | 0            | 0            | 1            | 0            | 42    | 0     | 3     | 4      | 0            |
| 3  |      | Polomat             | 11          | 0           | 1           | 2           | 0            | 2               | 0               | 1               | 0               | 0               | 1                 | 0                 | 0                 | 0                 | 0                 | 5            | 0            | 0            | 1            | 0            | 19    | 0     | 2     | 3      | 0            |
| 4  |      | Lacroix             | 21          | 0           | 0           | 6           | 0            | 1               | 0               | 0               | 0               | 0               | 1                 | 0                 | 0                 | 1                 | 0                 | 3            | 0            | 0            | 0            | 0            | 26    | 0     | 0     | 7      | 0            |
| 5  |      | Pajot               | 21          | 3           | 0           | 2           | 0            | 1               | 0               | 0               | 0               | 0               | 0                 | 0                 | 0                 | 0                 | 0                 | 11           | 0            | 0            | 1            | 0            | 33    | 3     | 0     | 3      | 0            |
| 6  |      | Clément             | 5           | 0           | 0           | 0           | 0            | 0               | 0               | 0               | 0               | 0               | 0                 | 0                 | 0                 | 0                 | 0                 | 1            | 0            | 0            | 0            | 0            | 6     | 0     | 0     | 0      | 0            |
| 7  |      | Dabo                | 14          | 0           | 1           | 3           | 0            | 2               | 0               | 0               | 0               | 0               | 1                 | 0                 | 0                 | 0                 | 0                 | 5            | 0            | 0            | 1            | 0            | 22    | 0     | 1     | 4      | 0            |
| 8  |      | Corgnet             | 10          | 1           | 0           | 1           | 0            | 0               | 0               | 0               | 0               | 0               | 0                 | 0                 | 0                 | 0                 | 0                 | 1            | 0            | 0            | 0            | 0            | 11    | 1     | 0     | 1      | 0            |
| 9  |      | Roux                | 21          | 4           | 1           | 2           | 0            | 2               | 0               | 0               | 0               | 0               | 0                 | 0                 | 0                 | 0                 | 0                 | 10           | 1            | 0            | 0            | 0            | 33    | 5     | 1     | 2      | 0            |
| 10 |      | Tannane             | 17          | 1           | 1           | 3           | 1            | 0               | 0               | 0               | 0               | 0               | 1                 | 0                 | 0                 | 0                 | 0                 | 10           | 1            | 0            | 2            | 0            | 28    | 2     | 1     | 5      | 1            |
| 11 |      | Saivet              | 27          | 1           | 0           | 3           | 0            | 0               | 0               | 0               | 0               | 0               | 1                 | 0                 | 0                 | 0                 | 0                 | 7            | 0            | 1            | 0            | 0            | 20    | 1     | 1     | 3      | 0            |
| 12 |      | M'Bengue            | 15          | 0           | 1           | 4           | 0            | 0               | 0               | 0               | 0               | 0               | 0                 | 0                 | 0                 | 0                 | 0                 | 2            | 0            | 0            | 1            | 0            | 17    | 0     | 1     | 5      | 0            |
| 14 |      | Veretout            | 35          | 3           | 3           | 6           | 0            | 1               | 1               | 1               | 0               | 0               | 0                 | 0                 | 0                 | 0                 | 0                 | 7            | 0            | 0            | 0            | 0            | 43    | 4     | 4     | 6      | 0            |
| 15 |      | Pinheiro            | 0           | 0           | 0           | 0           | 0            | 0               | 0               | 0               | 0               | 0               | 0                 | 0                 | 0                 | 0                 | 0                 | 0            | 0            | 0            | 0            | 0            | 0     | 0     | 0     | 0      | 0            |
| 16 |      | Ruffier             | 31          | 0           | 0           | 0           | 0            | 0               | 0               | 0               | 0               | 0               | 1                 | 0                 | 0                 | 0                 | 0                 | 9            | 0            | 0            | 0            | 1            | 41    | 0     | 0     | 0      | 1            |
| 17 |      | Selnaes             | 26          | 0           | 0           | 4           | 0            | 1               | 0               | 0               | 0               | 0               | 1                 | 0                 | 0                 | 0                 | 0                 | 9            | 0            | 0            | 0            | 0            | 37    | 0     | 0     | 4      | 0            |
| 18 |      | Lemoine             | 15          | 0           | 0           | 0           | 0            | 2               | 0               | 0               | 0               | 0               | 0                 | 0                 | 0                 | 0                 | 0                 | 6            | 1            | 0            | 1            | 0            | 21    | 1     | 0     | 1      | 0            |
| 19 |      | Pogba               | 17          | 1           | 1           | 1           | 0            | 0               | 0               | 0               | 0               | 0               | 1                 | 0                 | 0                 | 0                 | 0                 | 11           | 0            | 0            | 1            | 0            | 30    | 1     | 1     | 2      | 0            |
| 21 |      | Hamouma             | 28          | 7           | 4           | 2           | 0            | 2               | 1               | 1               | 1               | 0               | 1                 | 0                 | 0                 | 0                 | 0                 | 8            | 0            | 3            | 1            | 0            | 38    | 8     | 8     | 4      | 0            |
| 22 |      | Monnet-Paquet       | 34          | 4           | 3           | 0           | 0            | 2               | 0               | 0               | 0               | 0               | 1                 | 0                 | 0                 | 0                 | 0                 | 11           | 1            | 0            | 0            | 0            | 48    | 5     | 3     | 0      | 0            |
| 23 |      | Soderlund           | 17          | 1           | 0           | 2           | 0            | 1               | 1               | 0               | 0               | 0               | 1                 | 0                 | 0                 | 0                 | 0                 | 4            | 2            | 1            | 0            | 0            | 23    | 4     | 1     | 2      | 0            |
| 24 |      | Perrin              | 27          | 4           | 1           | 1           | 0            | 2               | 0               | 0               | 0               | 0               | 1                 | 0                 | 0                 | 0                 | 0                 | 10           | 0            | 0            | 2            | 0            | 40    | 4     | 1     | 3      | 0            |
| 25 |      | Malcuit             | 25          | 0           | 2           | 4           | 2            | 2               | 0               | 0               | 0               | 0               | 0                 | 0                 | 0                 | 0                 | 0                 | 8            | 0            | 1            | 1            | 0            | 33    | 0     | 3     | 5      | 2            |
| 26 |      | Jorginho            | 5           | 1           | 1           | 1           | 1            | 0               | 0               | 0               | 0               | 0               | 0                 | 0                 | 0                 | 0                 | 0                 | 2            | 0            | 0            | 0            | 0            | 7     | 1     | 1     | 1      | 1            |
| 27 |      | Beric               | 22          | 6           | 0           | 0           | 0            | 0               | 0               | 0               | 0               | 0               | 1                 | 0                 | 0                 | 0                 | 0                 | 9            | 3            | 0            | 1            | 0            | 32    | 9     | 0     | 1      | 0            |
| 30 |      | Moulin              | 6           | 0           | 0           | 0           | 1            | 1               | 0               | 0               | 0               | 0               | 0                 | 0                 | 0                 | 0                 | 0                 | 4            | 0            | 0            | 0            | 0            | 10    | 0     | 0     | 0      | 1            |
| 31 |      | Pierre-Gabriel      | 14          | 0           | 0           | 4           | 0            | 0               | 0               | 0               | 0               | 0               | 0                 | 0                 | 0                 | 0                 | 0                 | 0            | 0            | 0            | 0            | 0            | 14    | 0     | 0     | 4      | 0            |
| 31 |      | Saint-Louis         | 1           | 1           | 0           | 0           | 0            | 0               | 0               | 0               | 0               | 0               | 0                 | 0                 | 0                 | 0                 | 0                 | 1            | 0            | 0            | 0            | 0            | 2     | 1     | 0     | 0      | 0            |
| 32 |      | Keyta               | 4           | 0           | 0           | 0           | 0            | 2               | 1               | 0               | 0               | 0               | 0                 | 0                 | 0                 | 0                 | 0                 | 0            | 0            | 0            | 0            | 0            | 6     | 1     | 0     | 0      | 0            |
| 33 |      | Nordin              | 15          | 2           | 0           | 1           | 0            | 1               | 0               | 0               | 0               | 0               | 1                 | 0                 | 0                 | 0                 | 0                 | 2            | 0            | 0            | 0            | 0            | 19    | 2     | 0     | 1      | 0            |
| 34 |      | Rocha Santos        | 3           | 0           | 0           | 0           | 0            | 1               | 0               | 0               | 0               | 0               | 0                 | 0                 | 0                 | 0                 | 0                 | 0            | 0            | 0            | 0            | 0            | 4     | 0     | 0     | 0      | 0            |
| 35 |      | Maïga               | 5           | 0           | 0           | 0           | 0            | 0               | 0               | 0               | 0               | 0               | 0                 | 0                 | 0                 | 0                 | 0                 | 0            | 0            | 0            | 0            | 0            | 5     | 0     | 0     | 0      | 0            |
| 36 |      | Nadé                | 1           | 0           | 0           | 0           | 0            | 0               | 0               | 0               | 0               | 0               | 0                 | 0                 | 0                 | 0                 | 0                 | 0            | 0            | 0            | 0            | 0            | 1     | 0     | 0     | 0      | 0            |
| 37 |      | Karamoko            | 1           | 0           | 0           | 1           | 0            | 0               | 0               | 0               | 0               | 0               | 0                 | 0                 | 0                 | 0                 | 0                 | 1            | 0            | 0            | 0            | 0            | 2     | 0     | 0     | 1      | 0            |
| 38 |      | Ghezali             | 1           | 0           | 0           | 0           | 0            | 0               | 0               | 0               | 0               | 0               | 0                 | 0                 | 0                 | 0                 | 0                 | 0            | 0            | 0            | 0            | 0            | 1     | 0     | 0     | 0      | 0            |

#### Statistiques buteurs
| Place | Nom                 | Ligue 1 | Coupe de France | Coupe de la Ligue | Ligue Europa | TOTAL des BUTS |
| 1     | Romain Hamouma      | 6 buts  | 1 but           | -                 | -            | 7 buts         |
| 2     | Robert Berić        | 3 buts  | -               | -                 | 3 buts       | 6 buts         |
| 3     | Nolan Roux          | 4 but   | -               | -                 | 1 but        | 5 buts         |
| 3     | Kévin Monnet-Paquet | 4 buts  | -               | -                 | 1 but        | 5 buts         |
| 4     | Alexander Søderlund | 1 but   | 1 but           | -                 | 2 buts       | 4 buts         |
| 5     | Loïc Perrin         | 3 buts  | -               | -                 | -            | 3 buts         |
| 5     | Jordan Veretout     | 2 buts  | 1 but           | -                 | -            | 3 buts         |
| 6     | Florentin Pogba     | 1 but   | -               | -                 | 1 but        | 2 buts         |
| 6     | Oussama Tannane     | 1 but   | -               | -                 | 1 but        | 2 buts         |
| 7     | Dylan Saint-Louis   | 1 but   | -               | -                 | -            | 1 but          |
| 7     | Arnaud Nordin       | 1 but   | -               | -                 | -            | 1 but          |
| 7     | Henri Saivet        | 1 but   | -               | -                 | -            | 1 but          |
| 7     | Vincent Pajot       | 1 but   | -               | -                 | -            | 1 but          |
| 7     | Fabien Lemoine      | -       | -               | -                 | 1 but        | 1 but          |
| 7     | Hamidou Keyta       | -       | 1 but           | -                 | -            | 1 but          |
| 7     | Jorginho            | 1 but   | -               | -                 | -            | 1 but          |
| #     | Contre son camp     | 1 but   | -               | -                 | 1 but        | 2 buts         |
| Total | 14 buteurs          | 31 buts | 4 buts          | -                 | 11 buts      | 46 buts        |

Date de mise à jour : le 20 février 2017.

#### Statistiques passeurs
| Place | Nom                       | Ligue 1   | Coupe de France | Coupe de la Ligue | Ligue Europa | TOTAL des PASSES |
| 1     | Romain Hamouma            | 2 passes  | 1 passe         | -                 | 3 passes     | 6 passes         |
| 2     | Kévin Malcuit             | 2 passes  | -               | -                 | 1 passe      | 3 passes         |
| 2     | Kévin Théophile-Catherine | 2 passes  | -               | -                 | 1 passe      | 3 passes         |
| 2     | Kévin Monnet-Paquet       | 3 passes  | -               | -                 | -            | 3 passes         |
| 2     | Henri Saivet              | 2 passes  | -               | -                 | 1 passe      | 3 passes         |
| 3     | Jordan Veretout           | 2 passes  | -               | -                 | -            | 2 passes         |
| 5     | Pierre-Yves Polomat       | 1 passe   | -               | -                 | -            | 1 passe          |
| 5     | Nolan Roux                | 1 passe   | -               | -                 | -            | 1 passe          |
| 5     | Oussama Tannane           | 1 passe   | -               | -                 | -            | 1 passe          |
| 5     | Bryan Dabo                | 1 passe   | -               | -                 | -            | 1 passe          |
| 5     | Florentin Pobga           | 1 passe   | -               | -                 | -            | 1 passe          |
| 5     | Jorginho                  | 1 passe   | -               | -                 | -            | 1 passe          |
| 5     | Alexander Søderlund       | -         | -               | -                 | 1 passe      | 1 passe          |
| Total | 13 passeurs               | 19 passes | 1 passe         | -                 | 7 passes     | 27 passes        |

Date de mise à jour : le 20.02.2017

#### Statistiques cartons jaunes
| Place | Nom                   | Ligue 1    | Coupe de France | Coupe de la Ligue | Ligue Europa | TOTAL des CARTONS JAUNES |
| 1     | Oussama Tannane       | 2 cartons  | -               | -                 | 1 carton     | 3 cartons                |
| 2     | Ole Kristian Selnæs   | 2 cartons  | -               | -                 | -            | 2 cartons                |
| 2     | Bryan Dabo            | 1 carton   | -               | -                 | 1 carton     | 2 cartons                |
| 4     | Loïc Perrin           | 1 carton   | -               | -                 | -            | 1 carton                 |
| 4     | Benjamin Karamoko     | 1 carton   | -               | -                 | -            | 1 carton                 |
| 4     | Vincent Pajot         | 1 carton   | -               | -                 | -            | 1 carton                 |
| 4     | Ronaël Pierre-Gabriel | 1 carton   | -               | -                 | -            | 1 carton                 |
| 4     | Kévin Malcuit         | 1 carton   | -               | -                 | -            | 1 carton                 |
| 4     | Florentin Pogba       | 1 carton   | -               | -                 | -            | 1 carton                 |
| 4     | Henri Saivet          | 1 carton   | -               | -                 | -            | 1 carton                 |
| 4     | Nolan Roux            | 1 carton   | -               | -                 | -            | 1 carton                 |
| 4     | Léo Lacroix           | 1 carton   | -               | -                 | -            | 1 carton                 |
| 4     | Romain Hamouma        | -          | -               | -                 | 1 carton     | 1 carton                 |
| 4     | Pierre-Yves Polomat   | -          | -               | -                 | 1 carton     | 1 carton                 |
| 4     | Fabien Lemoine        | -          | -               | -                 | 1 carton     | 1 carton                 |
| Total | 15 joueurs avertis    | 14 cartons | - cartons       | - carton          | 5 cartons    | 19 cartons               |

Date de mise à jour : le x.

#### Statistiques cartons rouges
| Place | Nom              | Ligue 1  | Coupe de France | Coupe de la Ligue | Ligue Europa | TOTAL des CARTONS ROUGES |
|       |                  |          |                 |                   |              |                          |
| 1     | Stéphane Ruffier | -        | -               | -                 | 1 carton     | 1 carton                 |
| 2     | Kévin Malcuit    | 1 carton | -               | -                 | -            | 1 carton                 |
| Total | 2 joueur exclus  | 1 carton | -               | -                 | 1 carton     | 2 cartons                |

Date de mise à jour : le [Quand ?].

#### Joueurs prêtés
| Nat. | Nom | Club en prêt | Compétition | Championnat | Championnat | Championnat | Championnat  | Coupe nationale | Coupe nationale | Coupe nationale | Coupe nationale | Total | Total | Total  | Total        |
| Nat. | Nom | Club en prêt | Compétition | MJ          | B           | Averti      | Carton rouge | MJ              | B               | Averti          | Carton rouge    | MJ    | B     | Averti | Carton rouge |
| ---- | --- | ------------ | ----------- | ----------- | ----------- | ----------- | ------------ | --------------- | --------------- | --------------- | --------------- | ----- | ----- | ------ | ------------ |

Date de mise à jour : le 2 mars 2016.

## Médias
Pour cette saison, l'AS Saint-Étienne ne fait pas partie du Top Club II. En effet, Canal+ a choisi le triangle Paris-Lyon-Marseille et BeINsports a rajouté Monaco à sa liste. Il n'y aura pas de diffusions conjointe cette année à Canal+ et BeInsport, excepté les rencontres diffusées sur les multiplex. 
- BeIN Sports diffusent les matchs des vendredis à 20h45, des samedis à 20h (multiplex) et des dimanches à 15h00 et à 17h00 pour la Ligue 1;
- BeIn Sports Max diffusent les matchs du samedi à 20h00;
- Canal + diffusent les matchs des samedis à 17h00 et des dimanches à 20h45 (ou sur Canal+ Sport;
- Quant à elle, la Ligue Europa est diffusée soit sur W9; soit sur BeIN Sports.

## Affluence
NB : Le match contre le Stade rennais s'est joué à huis clos à la suite d'une décision de la Ligue de football professionnel
Affluence de l'ASSE à domicile

## Joueurs en sélection nationale

### Sélections étrangères
| Nom                 | Éliminatoires CM ou CAN | Éliminatoires CM ou CAN | Éliminatoires CM ou CAN | Éliminatoires CM ou CAN | CM / CAN / CE | CM / CAN / CE | CM / CAN / CE | CM / CAN / CE | Matchs amicaux | Matchs amicaux | Matchs amicaux | Matchs amicaux | Total | Total       | Total  | Total        |
| Nom                 | MJ                      | But inscrit             | Averti                  | Carton rouge            | MJ            | But inscrit   | Averti        | Carton rouge  | MJ             | But inscrit    | Averti         | Carton rouge   | MJ    | But inscrit | Averti | Carton rouge |
| ------------------- | ----------------------- | ----------------------- | ----------------------- | ----------------------- | ------------- | ------------- | ------------- | ------------- | -------------- | -------------- | -------------- | -------------- | ----- | ----------- | ------ | ------------ |
| Florentin Pogba     | 0                       | 0                       | 0                       | 0                       | 0             | 0             | 0             | 0             | 0              | 0              | 0              | 0              | 0     | 0           | 0      | 0            |
| Robert Berić        | 0                       | 0                       | 0                       | 0                       | 0             | 0             | 0             | 0             | 0              | 0              | 0              | 0              | 0     | 0           | 0      | 0            |
| Alexander Søderlund | 0                       | 0                       | 0                       | 0                       | 0             | 0             | 0             | 0             | 2              | 0              | 0              | 0              | 0     | 0           | 0      | 0            |
| Ole Kristian Selnæs | 0                       | 0                       | 0                       | 0                       | 0             | 0             | 0             | 0             | 2              | 0              | 0              | 0              | 0     | 0           | 0      | 0            |
| Oussama Tannane     | 0                       | 0                       | 0                       | 0                       | 0             | 0             | 0             | 0             | 0              | 0              | 0              | 0              | 0     | 0           | 0      | 0            |

## Équipe réserve
L'équipe réserve de l'ASSE sert de tremplin vers le groupe professionnel pour les jeunes du centre de formation ainsi que de recours pour les joueurs de retour de blessure ou en manque de temps de jeu. Elle est entraînée par Bernard David et Laurent Batlles.
Pour la saison 2016-2017, elle évolue en championnat de France amateur 2, soit le cinquième niveau de la hiérarchie du football en France. 
| Journée | Date | Adversaire | Lieu | Résultat |
| ------- | ---- | ---------- | ---- | -------- |